# To the Virgins, to Make Much of Time

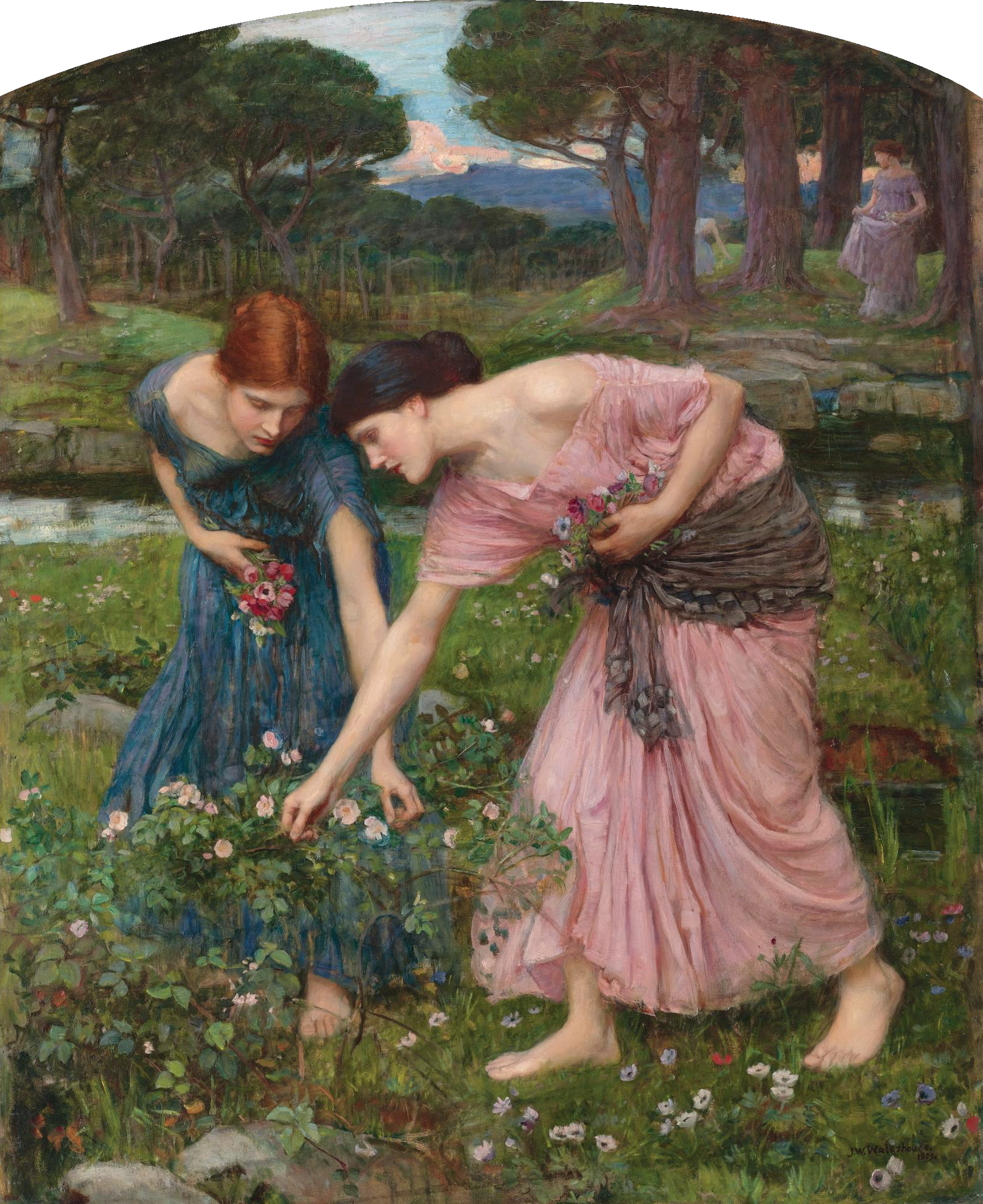
Gather Ye Rosebuds While Ye May, por John William Waterhouse

"To the Virgins, to Make Much of Time" es un poema escrito por Robert Herrick en el siglo XVII. El poema se encuentra dentro del género del carpe diem, expresión latina que quiere decir aprovecha el momento. El poema original dice lo siguiente:
Gather ye rosebuds while ye may,
Old time is still a-flying;
And this same flower that smiles today
Tomorrow will be dying.
The glorious lamp of heaven the sun,
The higher he's a-getting,
The sooner will his race be run,
And nearer he's to setting.
That age is best which is the first,
When youth and blood are warmer;
But being spent, the worse, and worst
Times still succeed the former.
Then be not coy, but use your time,
And, while ye may, go marry;
For, having lost but once your prime,
You may forever tarry.

En castellano,
Recoge tus rosas en capullo mientras puedas,
que el viejo tiempo sigue volando;
Ya que esa misma flor que hoy sonríe
Mañana estará expirando.
La gloriosa luminaria superna que es el sol,
Cuanto más alto esté llegando,
más pronto de que acabe su carrera estará,
Y más cerca de su ocaso.
La edad mejor, que es la primera,
Cuando la juventud y la sangre dan calor;
La que al ser pasada, de mal en peor,
Las edades venideras vencen la primera.
Por tanto, no te amilanes, usa tu tiempo
Y, mientras puedas, ve a desposarte;
Ya que basta con perder una vez tu plenitud,
Puedes para siempre demorarte.